# Trun
Trun er en kommune i departementet Orne i regionen Basse-Normandie i det nordvestlige Frankrig.

## Historie
Under slaget om Normandiet under 2. verdenskrig var Trun i en nøglestilling under slaget om Falaise-lommen.

## Eksterne kilder
- Byens hjemmeside
- Trun d'autrefois
- Trun på l'Institut géographique national (Webside ikke længere tilgængelig)